# うんつく酒
『うんつく酒』（うんつくざけ）は上方落語の演目。『運付酒』とも表記される。道中噺『伊勢参宮神乃賑』の一編で、『煮売屋』または『七度狐（庵寺つぶし）』に続けて演じられる。「うんつく」とは、「運尽くれば智恵の鏡も曇る」に由来する上方語で、アホ・バカの意味。
旅先でこの悪態をついて、それを聞いた相手から襲われかけたため、嘘の意味を説明するという内容。江戸落語では上方と同題のほか、『長者番付』（ちょうじゃばんづけ）『うんつく』という題でも演じられる。江戸落語へは上方から移入された。江戸落語では3代目桂三木助が得意とした。
原話は、安永5年（1776年）に出版された笑話本『鳥の町』の一編「金物見世」。この原話では江戸っ子の「唐変木」という罵倒語が騒動のもとという形になっている。

## あらすじ
喜六と清八は伊勢参りの最中。喜六が安物の酒で二日酔いをしたため、たまたま見かけた造り酒屋で休息をとることになった。主に酒を注文するが、造り酒屋であるというプライドがあるせいか「一杯二杯の酒が売れるか」と断られてしまう。挙句には「馬に何荷、船に何艘」などと主が言い出したため、とうとう清八の堪忍袋の緒が切れた。「このドうんつくめ! こんな酒屋など、大坂には掃いて捨てるほどあるわ!!」
清八はさんざんに罵倒し、喜六を引き連れ帰っていく。頭に来た主は、隣室に割り木で武装した若い者を待機させ、番頭に二人をうまくそそのかして連れ戻すように命令した。そんなこととはつゆ知らず、番頭と戻ってきた二人は突然やさしくなった主の出す酒に舌鼓を打つ。
「末期の酒じゃ」と言われた時には時すでに遅く、なだれ込んできた若い者に十重二十重に取り巻かれ、予想外の事態に喜六は緊張しきってしまう。代わりに清八が立ちあがる。「お前の後ろには何がある?　長者番付?　大坂ではそれを『うんつく番付』と言うんじゃ! 」
清八は、たとえば三井家の初代は元巡礼だったが、ある時ひょんな事から化け物屋敷に宿泊することになり、化け物の正体であった金銀財宝を手に入れ一大財閥を築きあげた、などとまくしたて、「お前のことも、こんな山なかで立派な造り酒屋やっとるから『運つく』と言ったんや」と詭弁を弄する。
この言葉を主はすっかり信用し、迷惑をかけたとペコペコ謝ったうえ、酒のたっぷり入った瓢箪をお詫びの品だと言って渡してくれた。何とか店を脱出した二人が、巧くいったと話し合っていると後から酒屋の主が追いかけてくる。「あんたたちも、頑張って働いてうんつくにならなあかんで」
酔っていた清八が思わず「うんつくは嫌いじゃ!!」というと主は「あー、これだから貧乏人は困る」。

## バリエーション
相手を百姓の家として、喉の渇きを癒やしたいと訴えたところ「裏の井戸で勝手に飲め」と言われたために悪態をつく、という演じ方もある。
鴻池家にまつわる清酒の事始め（もちろん嘘）を述べる演出もある。これは首になった手代のいやがらせが、たまたま清酒の発明につながったというものである。